# 吴大墩遗址
吴大墩遗址，是位于中国安徽省合肥市肥东县古城镇墩吴村的一个商周时期古遗址，2018年被合肥市人民政府公布为第六批合肥市文物保护单位。
吴大墩遗址面积40000平方米，比周围高2.6米，采集到的文物有青铜镞、石矛、石锛，以及饰以绳纹的夹砂红、灰陶和泥质黑陶的残片，以鬲足、豆足、鬲、豆和陶范为主要器形。